# Kapska strelicija
Kapska strelicija (lat. Strelitzia alba), jedna od pet vrsta biljaka iz roda Strelitzia, porodica strelicijevki (Strelitziaceae)
Prvi ju je 1792. opisao švedski botaničar Thunberg pod imenom Strelitzia augusta, koji ju je otkrio u blizini rijeke Piesang kod Plettenberg Baya na jugu Južnoafričke Republike gdje je autohtona vrsta.
To je vazdazeleno drvo nalik banani, koje naraste do 10 metara visine

## Sinonimi
- Heliconia alba L.f.
- Heliconia augusta Salisb.
- Strelitzia alba subsp. augusta (Thunb.) Maire & Weiller
- Strelitzia angusta D.Dietr. [Spelovana varijanta]
- Strelitzia augusta Thunb.

## Galerija
- S. alba, Stellenbosch Botanical Garden, Južna Afrika
- S. alba na okžtoku Lanzarote, Kanari
- cvijet

## Vanjske poveznice
|  | Zajednički poslužitelj ima još gradiva o temi Strelitzia alba |
|  | Wikivrste imaju podatke o taksonu Strelitzia alba             |